# Edward Angle
Edward Hartley Angle (1 juni 1855 – 11 augustus 1930) was een Amerikaanse orthodontist die bekendstaat als ‘de vader van de moderne orthodontie’. 
In 1900 is hij oprichter van de eerste specialistenopleiding in de orthodontie. Vanaf 1911 ontwikkelde hij diverse voorlopers van de huidige vaste beugel (plaatjes- of slotjesbeugel), die hij in 1928 in definitieve vorm voor het eerst introduceerde. Met deze beugel (edgewise beugel), die met zogenaamde brackets (plaatjes of slotjes) op de tanden en kiezen vastzit, heeft de orthodontist driedimensionale controle over de stand van alle tanden en kiezen.
Angle was ook auteur van wereldwijd baanbrekende orthodontische standaardwerken. Bovendien was hij een zeer invloedrijk persoon. Hij stond bekend als fervent tegenstander van het trekken van kiezen voor een orthodontische behandeling. Deze stellingname leidde tot heftige discussies in het vakgebied, die tot op de dag van vandaag voortduren.